# U-144 (1940)
| U-144                                                                                  | U-144 | U-144 |
| -------------------------------------------------------------------------------------- | --- | --- |
| U 144                                                                                  | | |
|                                                                                        | | |
| Однотипний з U-144 підводний човен U-2                                                 | | |
| Верф                                                                                   | Deutsche Werke, Кіль | Deutsche Werke, Кіль |
| Під прапором                                                                           | Третій Рейх | Третій Рейх |
| Належність                                                                             | Крігсмаріне | Крігсмаріне |
| Порт приписки                                                                          | Готенгафен | Готенгафен |
| Замовлення                                                                             | 25 вересня 1939 | 25 вересня 1939 |
| Закладений                                                                             | 10 січня 1940 | 10 січня 1940 |
| Спуск на воду                                                                          | 24 серпня 1940 | 24 серпня 1940 |
| Введений до складу флоту                                                               | 2 жовтня 1940 | 2 жовтня 1940 |
| На службі                                                                              | 1940—1944 | 1940—1944 |
| Загибель                                                                               | 10 серпня 1944 року затоплений торпедною атакою радянського ПЧ Щ-307 західніше острова Гіюмаа                                       | 10 серпня 1944 року затоплений торпедною атакою радянського ПЧ Щ-307 західніше острова Гіюмаа                                       |
| Бойовий досвід                                                                         | Друга світова війна Кампанія на Балтійському морі                                                                                   | Друга світова війна Кампанія на Балтійському морі                                                                                   |
| Проєкт                                                                                 | | |
| Тип ПЧ                                                                                 | торпедний прибережний підводний човен                                                                                               | торпедний прибережний підводний човен                                                                                               |
| Основні характеристики                                                                 | | |
| Швидкість (надводна)                                                                   | 12,7 вузла | 12,7 вузла |
| Швидкість (підводна)                                                                   | 7,4 вузла | 7,4 вузла |
| Робоча глибина занурення                                                               | 80 м | 80 м |
| Гранична глибина занурення                                                             | 150 м | 150 м |
| Автономність плавання                                                                  | 56 миль (104 км) на швидкості 4 вузли (в підводному положенні) 5650 миль (10 460 км) на швидкості 8 вузлів (у надводному положенні) | 56 миль (104 км) на швидкості 4 вузли (в підводному положенні) 5650 миль (10 460 км) на швидкості 8 вузлів (у надводному положенні) |
| Екіпаж                                                                                 | 25 осіб | 25 осіб |
| Розміри                                                                                | | |
| Довжина найбільша (по КВЛ)                                                             | 43,97 м | 43,97 м |
| Ширина корпусу найб.                                                                   | 4,916 м | 4,916 м |
| Висота                                                                                 | 8,1 м | 8,1 м |
| Середня осадка (по КВЛ)                                                                | 3,93 м | 3,93 м |
| Водотоннажність надводна                                                               | 314 т | 314 т |
| Силова установка                                                                       | | |
| дизель-електрична; 2 дизельних двигуни MWM RS 127 S, 2 електродвигуни SSW PG VV 322/36 | | |
| Гвинти                                                                                 | 2 | 2 |
| Потужність                                                                             | 2 × 510 к.с. (дизелі) 2 × 370 к.с. (електродвигуни)                                                                                 | 2 × 510 к.с. (дизелі) 2 × 370 к.с. (електродвигуни)                                                                                 |
| Озброєння                                                                              | | |
| Торпедно- мінне озброєння                                                              | 3 носових ТА. 5 торпед або 12 TMA чи 18 TMB                                                                                         | 3 носових ТА. 5 торпед або 12 TMA чи 18 TMB                                                                                         |
| ППО                                                                                    | 1 × 20-мм зенітна гармата FlaK 30/38/Flakvierling                                                                                   | 1 × 20-мм зенітна гармата FlaK 30/38/Flakvierling                                                                                   |

U-144 — німецький прибережний підводний човен типу IID, що входив до складу Військово-морських сил Третього Рейху за часів Другої світової війни. Закладений 10 січня 1940 року на верфі № 273 компанії Deutsche Werke у Кілі, спущений на воду 24 серпня 1940 року. 2 жовтня 1940 року корабель увійшов до складу 1-ї навчальної флотилії ПЧ ВМС нацистської Німеччини.

## Історія служби
U-144 належав до німецьких малих, так званих прибережних підводних човнів, типу IID, однієї з модифікацій типу субмарин Третього Рейху. Службу розпочав у складі 1-ї навчальної флотилії ПЧ, 20 грудня 1940 року переведений до 22-ї флотилії Крігсмаріне (школа підводників). У період з 22 червня до 10 серпня 1941 року входив до бойового складу цієї флотилії ПЧ, у складі якої здійснив чотири бойових походи в Балтійське море, і потопив один радянський підводний човен (206 тонн).
10 серпня 1944 року човен був потоплений торпедою радянського ПЧ Щ-307 західніше острову Гіюмаа. Всі 28 членів екіпажу загинули.

## Командири
- оберлейтенант-цур-зее Фрідріх фон Гіппель (нім. Friedrich von Hippel) (2 жовтня — 16 листопада 1940)
- капітан-лейтенант Герт фон Міттельштедт (нім. Gert von Mittelstaedt) (17 листопада 1940 — 10 серпня 1941)

## Перелік уражених U-144 суден у бойових походах
| №                                                               | Дата           | Командир ПЧ                  | Назва | Тип             | Належність | Водотоннажність (брт) | Вантаж | Конвой | Результат та координати                                                | Наслідки атаки для екіпажу | Прим.                                                                                        |
| --------------------------------------------------------------- | -------------- | ---------------------------- | ----- | --------------- | ---------- | --------------------- | ------ | ------ | ---------------------------------------------------------------------- | -------------------------- | -------------------------------------------------------------------------------------------- |
| Четвертий похід (18.06—30.06.1941, 13 діб; Готенгафен—Штормело) |                |                              |       |                 |            |                       |        |        |                                                                        |                            |                                                                                              |
| 1                                                               | 23 червня 1941 | Kptlt. Герт фон Міттельштадт | М-78  | підводний човен | СРСР       | 206                   |        |        | потоплений 57°28′ пн. ш. 21°17′ сх. д. / 57.467° пн. ш. 21.283° сх. д. | 16 (усі загинули)          | М-78 став першим радянським підводним човном, що загинули за часів німецько-радянської війни |